# Lisandra Espinosa
Lisandra Zamora Espinosa (født 29. september 1986) er en håndboldspiller fra Cuba. Hun spiller på Cubas håndboldlandshold, og deltog under VM 2011 i Brasilien.